# Dicranomyia subravida
Dicranomyia subravida är en tvåvingeart som beskrevs av Alexander 1928. Dicranomyia subravida ingår i släktet Dicranomyia och familjen småharkrankar. Inga underarter finns listade i Catalogue of Life.